# Ponte Capodarso
Il ponte Capodarso è un ponte ad arco del XVI secolo che attraversa l'Imera meridionale al confine tra gli attuali comuni di Caltanissetta ed Enna, e le loro rispettive ex province. Situato in un luogo selvaggio e impervio, protetto da piccole ripide alture che chiudono il fiume in una stretta gola, prende il nome dal vicino monte Capodarso (Capitarsu in siciliano).

## Storia

Il ponte in una cartolina dei primi anni del Novecento

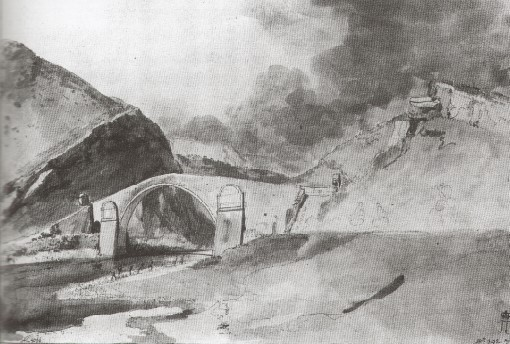
Il disegno ad acquaforte di Jean Houel.

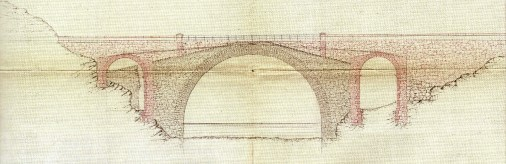
In scuro la sagoma del ponte antico ed in rossiccio le nuove aggiunte (1864).

Il ponte fu costruito nel 1553 sull'Imera meridionale (comunemente detto "Salso") per ordine di Carlo V per evitare il guado del fiume, particolarmente pericoloso durante le piene. Originariamente aveva l'aspetto di un ponte a un solo arco "a schiena d'asino", che poteva essere attraversato solo dai pedoni; ai lati vi erano statue raffiguranti i dodici apostoli. Nel XVIII secolo il geografo Antonio Chiusole l'annoverò, assieme all'Etna e alla fonte Aretusa di Siracusa, tra le meraviglie della Sicilia («un monte, un fonte e un ponte»); intorno alla fine del secolo il pittore francese Jean Houel ne fece un disegno ad acquarello, durante uno dei suoi viaggi in Sicilia.
Sebbene fosse collocato esattamente sul confine con Castrogiovanni, il ponte rimase di pertinenza nissena, come attestato da un documento del 1620 in cui si attribuiva alla municipalità di Caltanissetta la manutenzione dell'intera opera.
Nel 1842 fu interessato da un restauro commissionato dal consiglio provinciale, ma solo dopo l'Unità d'Italia, nel 1863 (o già nel biennio 1847-48, secondo altra fonte) la forma originaria venne totalmente stravolta: furono realizzati due piccoli archi laterali affiancati all'arco principale che lo resero piano, e venne allargato per renderlo adatto al passaggio dei carri. Alla fine dei lavori, nel 1866, fu inserito nell'itinerario della strada rotabile Caltanissetta-Piazza Armerina.
Il ponte fu distrutto il 9 luglio 1943 dai tedeschi in ritirata, e ricostruito l'anno successivo. Il 10 aprile 1961 crollò nuovamente in seguito a una piena eccezionale; fu riaperto al traffico il 27 gennaio 1962.

## Il ponte oggi
Fa parte dell'itinerario della strada statale 122 Agrigentina ed è importante per gli spostamenti tra Caltanissetta ed Enna; annualmente è sede della partenza della storica Coppa Nissena. Il ponte ricade all'interno della riserva naturale orientata Monte Capodarso e Valle dell'Imera Meridionale. Oggi è sovrastato dal viadotto "Capodarso" (lungo 2210 m) della strada statale 626 della Valle del Salso.